# Asil Aksu
Asil Aksu (* 29. Oktober 1996 in Ordu) ist ein türkischer Fußballspieler.

## Karriere
Aksu wurde 2010 von Orduspor verpflichtet und erhielt am 12. Januar 2015 einen Profivertrag. Sein Debüt als Profi gab er am 7. Februar 2015 bei einer Zweitligapartie gegen Adanaspor, als er in der 90. Minute für Burak Özsoy eingewechselt wurde, das Spiel endete mit 0:0.